# Metropolitan Park
Metropolitan Park – luksusowy, 22-kondygnacyjny apartamentowiec firmy TBV przy ul. Pana Balcera 6 w Lublinie. Jest on najwyższym budynkiem w Lublinie. Jego wysokość wynosi 63 m. Budynek znajduje się w dzielnicy Rury, na osiedlu LSM. Dostępnych jest 140 lokali mieszkalnych, ochrona oraz recepcja.

## Historia
Plany budowy budynku powstały w 2011. W tym czasie na terenie Lublina nie istniała luksusowa zabudowa wysokościowa. Projekt jest autorstwa firmy TBV. Budowa apartamentowca trwała do 2013 roku. Otwarcie nastąpiło 6 grudnia 2013 roku, tego dnia każdy zainteresowany mógł wejść do środka.

## Architektura
Budynek przyjmuje bryłę kaskadową. Zbudowany jest w stylu modernistycznym, wzorowanym na budownictwie w USA lat 60. XX w. Ściany zewnętrzne budynku są koloru płowego. Dzięki budowie kaskadowej budynek ma dwa tarasy zielone. Gzyms dachu jest podświetlany nocą podobnie jak napis „TBV”.

## Otoczenie
Nieopodal powstał też naziemny wielopoziomowy parking. Na jego najniższym poziomie znajduje się sklep wielkopowierzchniowy. W niedalekiej odległości znajduje się także inny wieżowiec – Gray Office Park – który jest budynkiem biurowym i liczy 14 kondygnacji. Na północ o Metropolitan Parku przebiega ulica Tomasza Zana będąca jedną z komunikacyjnych arterii miasta, z kolei na wschód przebiega ul. Filaretów, a obie krzyżują się na rondzie Mokrskiego. Nieopodal apartamentowca planowano także budowę budynku B o wysokości 16 pięter, jednak projekt został porzucony.

## Funkcjonowanie budynku
Budynek ma 19 kondygnacji naziemnych (parter i 18 pięter) i 3 podziemne. Na poziomie 0 znajduje się recepcja oraz pasaż handlowo-usługowy. Na poziomach 1–18 znajdują się mieszkania o powierzchni od 37 do 151 m², w tym luksusowe apartamenty.